# John Henderson
John Nathan Henderson (Nashville, 9 gennaio 1979) è un ex giocatore di football americano statunitense.

## Carriera universitaria
Ha giocato nei Tennessee Volunteers squadra rappresentativa dell'università del Tennessee.
Ha concluso la sua carriera con 165 tackle di cui 130 da solo, 20,5 sack, 7 deviazioni difensive, 4 fumble forzati e 5 fumble recuperati.
Riconoscimenti vinti:
- (2) All-American first-team (2000 e 2001).
- Outland Trophy come miglior difensore interno (2000)

## Carriera professionistica

### Jacksonville Jaguars
Al draft NFL 2002 è stato selezionato dai Jaguars come 9a scelta assoluta. Ha debuttato nella NFL l'8 settembre 2002 contro gli Indianapolis Colts con il ruolo di defensive tackle indossando la maglia numero 98. Il 6 ottobre contro i Philadelphia Eagles ha fatto il suo primo sack della sua carriera, mentre il primo fumble forzato lo ha fatto il 29 settembre contro i New York Jets.
Ha terminato la stagione con 6,5 sack classificandosi al primo posto in questa statistica tra tutti i rookie. Nella stagione 2006 ha contribuito a far classificare 2a la difesa in tutta la NFL. Il 5 ottobre 2008 contro i Pittsburgh Steelers ha giocato la 100a partita nella NFL.
Durante la sua carriera con i Jaguars ha partecipato a due Pro Bowl, saltando solamente 4 partite della stagione regolare: una partita nella stagione 2007 a causa di un infortunio alla testa che ha rimediato contro gli Atlanta Falcons, 2 partite nella stagione 2008 e una nella stagione 2009 per una contusione alla spalla che ha rimediato contro gli Houston Texans.
All'inizio della stagione 2009 durante il ritiro estivo ha avuto un diverbio con l'allenatore capo Jack Del Rio a causa di un presunto infortunio alla spalla ritenuto inesistente dal coach. Il 26 aprile 2010 è stato svincolato.

### Oakland Raiders
L'11 giugno 2010 dopo esser stato sul mercato dei free agent ha firmato un contratto di un anno con gli Oakland Raiders. A causa di una frattura da stress al piede destro avvenuta durante una seduta di allenamento ha saltato 7 partite, ha debuttato con i Raiders il 12 settembre a Tennessee contro i Tennessee Titans indossando la maglia numero 79.
La sua miglior partita della stagione è stata quella del 26 dicembre contro gli Indianapolis Colts, dove ha fatto registrare 11 tackle e una deviazione difensiva.
Il 24 febbraio 2011 prima di diventare unrestricted free agent ha firmato un contratto di due anni per 8 milioni di dollari. In questa stagione ha giocato 13 partite di cui 3 da titolare. Il 12 marzo 2012 è stato svincolato dalla squadra.

## Palmarès
- (2) Pro Bowl (stagioni 2004 e 2006).
- (1) Second-team All-Pro (stagione 2006).

## Statistiche
| Partite totali      | 133 |
| Partite da titolare | 122 |
| Tackle totali       | 489 |
| Intercetti fatti    | 0   |
| Fumble forzati      | 8   |
| Fumble recuperati   | 5   |